# (60608) 2000 EE173
2000 إي إي 173 (ويعرف أيضًا باسم (60608) 2000 إي إي 173 وفق تسمية الكوكب الصغير) (بالإنجليزية: 2000 EE173)‏ هو كويكب ضمن حزام الكويكبات؛ وترتيبه 60608 من حيث الاكتشاف.
اكتُشف هذا الجُرم الفلكي بواسطة جين لوو في 3 مارس 2000.

## وصلات خارجية
- (60608) 2000 EE173 في قاعدة بيانات مختبر الدفع النفاث لأجرام النظام الشمسي الصغيرة

- الاكتشاف · مخطط المدار ·  العناصر المدارية · المعلمات المادية

- (60608) 2000 EE173 على موقع ويكي سكاي: DSS2, SDSS, GALEX, IRAS, Hydrogen α, X-Ray, Astrophoto, Sky Map, Articles and images